# Антигуа и Барбуда на летних Олимпийских играх 1996
Антигуа и Барбуда принимали участие в Летних Олимпийских играх 1996 года в Атланте (США) в пятый раз за свою историю, но не завоевали ни одной медали. Сборную страны представляли пять женщин и восемь мужчин.

## Состав и результаты

### Лёгкая атлетика
Мужчины
Беговые дисциплины
| Спортсмен                               | Соревнование     | Предварительный раунд | Предварительный раунд | Четвертьфинал | Четвертьфинал | Полуфинал | Полуфинал | Финал     | Финал     |
| Спортсмен                               | Соревнование     | Результат             | Место                 | Результат     | Место         | Результат | Место     | Результат | Место     |
| --------------------------------------- | ---------------- | --------------------- | --------------------- | ------------- | ------------- | --------- | --------- | --------- | --------- |
| Н'Кози Барнс Майкл Терри Говард Линдсей | Эстафета 4×400 м | 3:09.46               | 6                     | Не прошли     | Не прошли     | Не прошли | Не прошли | Не прошли | Не прошли |

Женщины
Беговые дисциплины
| Спортсмен                                            | Соревнование     | Предварительный раунд | Предварительный раунд | Четвертьфинал | Четвертьфинал | Полуфинал | Полуфинал | Финал     | Финал     |
| Спортсмен                                            | Соревнование     | Результат             | Место                 | Результат     | Место         | Результат | Место     | Результат | Место     |
| ---------------------------------------------------- | ---------------- | --------------------- | --------------------- | ------------- | ------------- | --------- | --------- | --------- | --------- |
| Хизер Самуэль                                        | 100 м            | 11.44                 | 5 Q                   | 11.60         | 7             | Не прошла | Не прошла | Не прошла | Не прошла |
| Хизер Самуэль                                        | 200 м            | 23.34                 | 4 Q                   | 23.54         | 8             | Не прошла | Не прошла | Не прошла | Не прошла |
| Дайн Поттер Соня Уильямс Чармейн Томас Хизер Самуэль | Эстафета 4×100 м | Дисквалифицированы    | Дисквалифицированы    | Не прошли     | Не прошли     | Не прошли | Не прошли | Не прошли | Не прошли |
| Дайн Поттер Соня Уильямс Чармейн Томас Хизер Самуэль | Эстафета 4×400 м | 3:44.98               | 6                     | Не прошли     | Не прошли     | Не прошли | Не прошли | Не прошли | Не прошли |

### Гребля на байдарках и каноэ

#### Байдарки

##### Гладкая вода
Мужчины
| Спортсмен                 | Соревнование | Предварительный раунд | Предварительный раунд | Полуфинал | Полуфинал | Финал     | Финал |
| Спортсмен                 | Соревнование | Результат             | Место                 | Результат | Место     | Результат | Место |
| ------------------------- | ------------ | --------------------- | --------------------- | --------- | --------- | --------- | ----- |
| Питер Лерер Джейкоб Лерер | К-2 1000 м   | 5:20.421              | 9                     | Не прошёл | Не прошёл | Не прошёл | 17    |

Женщины
| Спортсмен   | Соревнование | Предварительный этап | Предварительный этап | Полуфинал | Полуфинал | Финал     | Финал |
| Спортсмен   | Соревнование | Результат            | Место                | Результат | Место     | Результат | Место |
| ----------- | ------------ | -------------------- | -------------------- | --------- | --------- | --------- | ----- |
| Хайди Лерер | К-1 500 м    | 3:00.672             | 8                    | Не прошла | Не прошла | Не прошла | 23    |

### Велоспорт

#### Маунтинбайк
Мужчины
| Рори Гонсалвес | кросс-кантри | Не финишировал | Не финишировал |

### Парусный спорт
Мужчины
| Спортсмен   | Класс | Гонка | Гонка | Гонка | Гонка | Гонка | Гонка          | Гонка | Гонка | Гонка | Гонка | Гонка | Очки  | Место |
| Спортсмен   | Класс | 1     | 2     | 3     | 4     | 5     | 6              | 7     | 8     | 9     | 10    | 11    | Очки  | Место |
| ----------- | ----- | ----- | ----- | ----- | ----- | ----- | -------------- | ----- | ----- | ----- | ----- | ----- | ----- | ----- |
| Карл Джеймс | Лазер | 45    | 35    | 39    | 35    | 39    | Не финишировал | 34    | 45    | 49    | 40    | 28    | 340.0 | 43    |